# Balones
Balones es un municipio de la Comunidad Valenciana, España. Se encuentra en la comarca del Condado de Cocentaina en la provincia de Alicante y en la vertiente meridional de la sierra de Almudaina. Tiene una población de 131 habitantes (INE 2024).

## Geografía
Los antiguos difíciles accesos por carretera, su economía agraria y el pequeño número de habitantes de la localidad hace que Balones sea, hasta hace poco, un pueblo poco conocido y visitado, lo cual ha repercutido magníficamente en la conservación de sus encantos naturales.
Pertenece al valle del río Seta. Se encuentra a 18 km de Alcoy, en la carretera que lleva desde Gorga hasta Castell de Castells.

### Localidades limítrofes
Su término municipal limita con los de Almudaina, Benimasot, Cuatretondeta, Gorga, Millena y Planes.

## Historia
- Aparte de los restos ibéricos encontrados en el término municipal, como los toros de Balones, una de las huellas inequívocas de los primeros pobladores, existen numerosas muestras de población morisca (hornos, estructura de los cultivos en márgenes y terrazas, sistemas de edificación...). El propio Joan Coromines, autoridad incontestable, señala en su ONOMASTICON CATALONIAE, que "ja figura, encapçalant la llista dels 11 pobles de la Vall de Seta, amb un total, en conjunt, de 200 cases de moriscos, formant una parròquia del s. XVI; cap a 1580 li feren parròquia a part, amb 20 cases; i, havent quedat despoblada en fer-se l'expulsió, fou repoblada desprès de 1611, sota la senyoria del marquès de Guadalest. Tenia 13 focs de moriscos el 1563 i 49 el 1602."
- La etimología nos confirma asimismo (siguiendo con Coromines) sobre los parónimos de "Balones" que "[...] tots ells han de sortir d'una dissimilació de l'àr. banûna i variants, pertanyents a l'arrel fecunda i panaràbig bnn "saboròs, dolç, graciòs" [...]. D'aquest adjectiu bänîna ha de venir el nom d'una alqueria Belinas donada per Jaume I l'any 1250, que devia ser a la marina Dénia-Callosa. [...] Com que en l'original aràbig hem vist formes amb nn, de germinació intensiva, la forma dissimilada també devia tenir ll doble, d'on la variant Bellones, Belló, Vallona".
- Resulta muy interesante para conocer la vida y costumbre de Balones el libro publicado por Manuel Picó Bernabeu Històries, costums i retalls del meu poble publicado por la Diputación de Alicante en 1995.
- El 15 de octubre de 2010 dimite el alcalde Juan Ramón Nadal Doménech, del PP, debido a que se sentía agobiado por el egoísmo de una parte de los vecinos.[1]

## Geografía humana

### Demografía
Cuenta con una población de 131 habitantes (INE 2024).
| Gráfica de evolución demográfica de Balones entre 1842 y 2021                                                         |
| |
| Población de derecho según los censos de población del INE. Población de hecho según los censos de población del INE. |

## Administración y política
| Elecciones municipales del 24 de mayo de 2015 |         |                         |       |         |            |            |
| Partido                                       | Partido | Candidato               | Votos | Votos   | Concejales | Concejales |
| Partido Socialista del País Valenciano-PSOE   |         | Juan Tomás Bou Pérez    | 62    | 63,27 % | 4          | 4          |
| Partido Popular                               |         | José Daniel Martí Nadal | 30    | 30,61 % | 1          | 4          |
| Fuente: Ministerio del Interior (España).     |         |                         |       |         |            |            |

| Periodo   | Nombre                         | Partido   |
| --------- | ------------------------------ | --------- |
| 1979-1983 | Francisco Martí Orts           | UCD       |
| 1983-1987 | Joaquín Orihuel Ferrando       | PSPV-PSOE |
| 1987-1991 | Joaquín Orihuel Ferrando       | PSPV-PSOE |
| 1991-1995 | Joaquín Orihuel Ferrando       | PSPV-PSOE |
| 1995-1999 | Joaquín Orihuel Ferrando       | PSPV-PSOE |
| 1999-2003 | Joaquín Orihuel Ferrando       | PSPV-PSOE |
| 2003-2007 | Juan Ramón Nadal Doménech      | PP        |
| 2007-2011 | Juan Ramón Nadal Doménech      | PP        |
| 2011-2015 | Ángeles Desiree Nadal Bernabeu | PP        |
| 2015-2019 | Juan Tomás Bou Pérez           | PSPV-PSOE |
| 2019-2023 | Juan Tomás Bou Pérez           | PSPV-PSOE |

## Monumentos y lugares de interés
En lo referente a ruinas arqueológicas nos encontramos, saliendo de Balones hacia Benimasot, el semiderruido Castillo de Seta, del que queda tan sólo la línea exterior de murallas así como la torre mayor y dos torres circulares más pequeñas. En el pueblo existe la Iglesia de San Francisco y restos de murallas árabes.
También se encuentran las cuevas, a las que se dice, que hubo un terremoto y San Francisco de Asís lo paró. También está la "creueta", que es una cruz que fue destruida por un rayo y fue reparada, más tarde, en el 2009, fue destruida por el viento, y más tarde, ha sido reconstruida.

## Fiestas locales
- Fiestas Patronales. Se celebran el primer fin de semana de agosto en honor a San Francisco, en dichas fiestas es muy interesante el canto de la aurora que se celebra la madrugada del domingo. El 17 de enero, fiesta a San Antonio Abad.